# Falher
Falher – miasto w Kanadzie, w prowincji Alberta. Jest jednym z niewielu dwujęzycznych miast na zachodzie Kanady.
Nazwa miasta pochodzi od francuskiego zakonnika, ojca Constanta Falhera, który osiadł tu wraz z grupą dwunastu kolonistów z Quebecu w sierpniu 1912. W 1913 roku arcybiskup Grouard ustanowił misję St Jean-Baptiste w odległości kilku kilometrów od dzisiejszego miasta. Falher stało się oficjalnie wsią w 1929, prawa miejskie otrzymało w 1955.
Liczba mieszkańców Falher wynosi 941. Język francuski jest językiem ojczystym dla 54,3%, angielski dla 40,4% mieszkańców (2006).